# Komenda (Ghana)
Komenda liegt in der Central Region Ghanas direkt am Atlantik, die Gegend ist charakterisiert durch tropisch feucht-heißes Klima. Die vom Fischfang geprägte Kleinstadt mit ca. 5000 Einwohnern ist das Wirtschafts- sowie Bildungszentrum des ländlichen Umlands. (ca. 30.000 EW im Einzugsgebiet)

## Infrastruktur
Die Versorgung im Ort selbst genügt den Grundbedürfnissen (vorhanden sind eine Post, eine Polizeistation, eine Lokalverwaltung sowie ein Markt), die Auswahl an Obst und Gemüse ist begrenzt und saisonal bedingt.
Die Regionshauptstadt Cape Coast mit den meisten Touristen nach der Hauptstadt Accra ist leicht in einer guten halben Stunde zu erreichen und bietet eine umfassende Auswahl an Lebensmitteln und anderen Gebrauchsgütern.
Die Bereitstellung von Strom ist im Allgemeinen zuverlässig, mit Unterbrechungen muss aber gerechnet werden, Engpässe bei der Wasserversorgung können durch Vorratshaltung in Tanks überbrückt werden.
Die Gesundheitsversorgung im örtlichen Krankenhaus genügt der Grundversorgung, in Cape Coast wiederum befindet sich ein Regionskrankenhaus mit umfassender medizinischer Versorgung.

## Geschichte
In Komenda befinden sich das 1659 von Niederländern erbaute Fort Vredenburg (heute meist Komenda Castle genannt), sowie die Überreste des britischen Fort Komenda (erbaut 1682).